# Grotte Émile Racovitsa
La grotte Émile Racovitsa est la plus grande cavité karstique de Moldavie, la 26e plus longue au monde, la 13e plus longue en Europe et la 3e plus longue parmi celles creusées dans du gypse. Elle se situe près du village de Criva, près de la frontière ukrainienne. Découverte en 1959 à la suite d'une explosion d'exploitation dans la carrière de gypse du lieu, elle a alors été baptisée Cendrillon (en « moldave » cenușăreasa, en russe золушка), en raison des dépôts éoliens de fine argile poussiéreuse sur le sol et les parois. Son accès n'a été autorisé aux spéléologues qu'à partir de 1977 et elle a été révélée au public l'année suivante.

## Descriptif

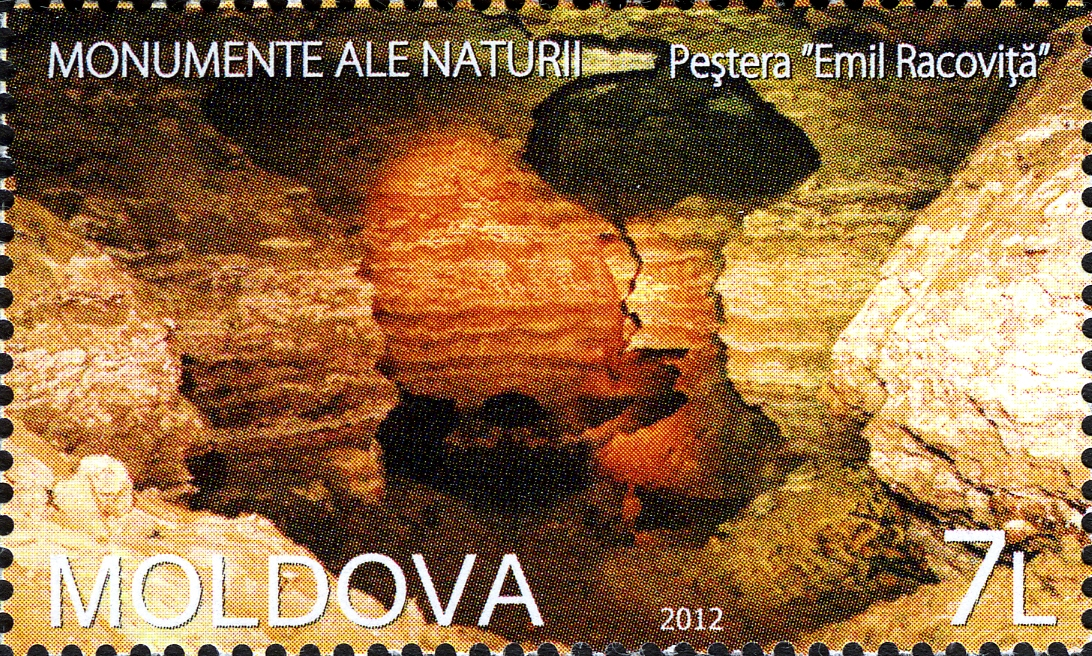
La grotte Emil Racoviță sur un timbre moldave.

C'est après l'indépendance de la Moldavie (1991) que la grotte a été appelée par les scientifiques et les spéléologues du nom du savant Émile Racovitsa, et que son exploration et cartographie scientifique ont pu se dérouler librement. En un quart de siècle environ 91 km de galeries labyrinthiques étagées sur 3 à 4 niveaux et formant de grandes salles par endroits, ont été découvertes. L'exploration se poursuit. Les salles ont reçu des noms comme des pas perdus, d'attente ou du point de rencontre : certaines atteignent 60 m sur 30 m et jusqu'à 11 m de hauteur, avec d'impressionnantes colonnes.
Plus de 20 lacs fortement minéralisés s'y trouvent nommés vert, bleu, à boire, des Daces, du Nautilus ou des Dinosaures (par allusion non aux fossiles, rares ici, mais à l'âge de certains des explorateurs). Les parois sont tapissées d'argiles fines de différentes couleurs selon la minéralisation : blanc, ocre, vert, bleu, rouge, noir... Cette strate d'argiles se dépose par voie éolienne car lorsque le vent souffle à l'extérieur les courants s'accélèrent dans la grotte, de sorte que l'air y est partout respirable.
Le sens du pendage et de l'écoulement des eaux est du nord vers le sud (vers la rivière Prut).
À certaines bifurcations, les spéléologues ont posé de petits repères sous forme de sculptures d'art moderne ou « fantasy » balisant tel ou tel parcours, appelés du dragon, du nain de jardin ou de la Vénus callipyge.

## Protection
La mise en application de la loi no 1538-13 du 25 juin 1998 concernant les aires naturelles protégées, devrait contraindre l'entreprise allemande « Knauf » qui exploite le site d'extraction, à éviter toute atteinte à la grotte Émile Racovitsa. 